# ميودراج جيموفيتش
ميودراج جيموفيتش (بالفرنسية: Miodrag Gemović)‏، لاعب كرة قدم صربيي.

## روابط خارجية
- ميودراج جيموفيتش على موقع الاتحاد الأوربي (الإنجليزية)
- ميودراج جيموفيتش على موقع قاعدة بيانات كرة القدم.إي يو (الإنجليزية)
- ميودراج جيموفيتش على موقع Soccerway.com (الإنجليزية)